# Panjabe (Paquistão)
O Panjabe, Panjaba, Penjabe, Panjab Pendjab ou Punjab é uma das províncias do Paquistão. É a mais populosa e desenvolvida região do país.
Algumas das principais cidades do Punjabe paquistanês são: Faiçalabade, Gujranwala, Laore (capital da província), Kasur, Multã, Raualpindi, Sargoda. Fez parte da antiga província do Panjabe antes da divisão da Índia Britânica em 1947.

## Distritos
| - Attock - Bahawalnagar - Bahawalpur - Bhakkar - Chakwal - Dera Ghazi Khan - Faisalabad - Gujranwala - Gujrat - Hafizabad - Jhang - Jhelum | - Kasur - Khanewal - Khushab - Laore - Layyah - Lodhran - Mandi Bahauddin - Mianwali - Multan - Muzaffargarh - Narowal - Nankana Sahib | - Okara - Pakpattan - Rahim Yar Khan - Rajampur - Rawalpindi - Sahiwal - Sargoda - Xeicupura - Sialkot - Toba Tek Singh - Vehari |